# Lutten (Adelsgeschlecht)

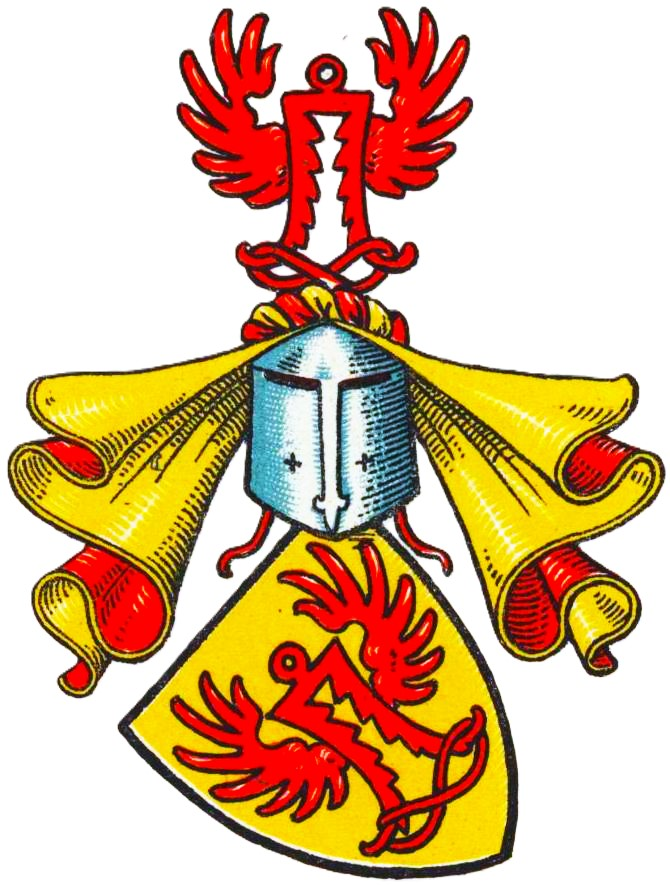
Wappen derer von Lutten im Wappenbuch des Westfälischen Adels

Lutten ist der Name eines erloschenen niedersächsischen Adelsgeschlechts.

## Geschichte
Das Geschlecht hatte seinen namensgebenden Stammsitz auf Burg Lutten bei Lutten im heutigen Landkreis Vechta in Niedersachsen, wo es ab 1177 erscheint. Die Familienmitglieder waren als Burgmänner zu Vechta Ministeriale der Grafen von Calvelage-Ravensberg. Mit dem Verkauf der Herrschaft Ravensberg an das Bistum Münster 1252 wurden die Herren von Lutten münstersche Ministeriale und die Burg münstersches Lehen.
In der zweiten Hälfte des 14. Jahrhunderts erbte die Familie Gut Lage und übersiedelte dorthin, wodurch Burg Lutten brach fiel. Über Dorothea von Lutten, verheiratet mit Sigismund von Rochow, kam Gut Lage Anfang des 18. Jahrhunderts an die Familie von Rochow.
Vor 1395 war Willekin von Lutten Lehnsherr des Hofes „Meier zu Heusen“, der vermutlich aus dem Wirtschaftshof der Burg Knippenberg hervorgegangen ist. Er besaß den Hof als Lehen der Grafen von Hoya. Hilmar von Lutten war 1466 Besitzer von Haus Daren. 1589 gelangte das Haus durch die Heirat Sophias von Lutten mit Otto von Kobrinck aus Altenoythe in die Hand der Familie Kobrinck. Mitte des 15. Jahrhunderts erbaute Rolf von Lutten den Gutshof Schwede in Cappeln (Oldenburg)-Tenstedt.
Adelheid von Lutten war mit Brand de Bar verheiratet. Herbord de Bar (1533–1597) war ihr Sohn. Heinrich von Lutten, Sohn des Diederich von Lutten († 1597), bat 1628 anstelle seines Vaters zum münsterschen Landtag verschrieben zu werden. Heinrich von Lutten, Herr auf Lage, war verheiratet mit Katharina Magdalena von Münchhausen (* 1601), Tochter von Hilmar dem Jüngeren von Münchhausen (1558–1617).
Laut Max von Spießen erlosch die Familie im Mannesstamm mit dem Tod von Arnd Philipp von Lutten zu Schwede am 17. Juli 1682. Doch erscheinen auch später noch Mitglieder der Familie von Lutten:
- 1687 übernahm Hilmar von Lutten eine Mühle in Kupfermühle, aus der später die Crusauer Kupfer- und Messingfabrik entstand.
- Anna von Lutten (1677–1747), Tochter von Hilmar von Lutten (1652–1722), Flensburger Ratsverwandter und Kaufmann, und Anna, geborene Lorentzen (1649–1688), war verheiratet mit Heinrich Meincke (1670–1719), Seidenhändler und Hospitalvorsteher in Flensburg (Sohn: Hilmar Meincke [1710–1771] in Trondheim, Norwegen).
- Eine Anna von Lutten heiratete 1727 Hermann Heeren. Der evangelische Geistliche Heinrich Erhard Heeren (1728–1811) war ihr Sohn.

## Wappen
Blasonierung: In Gold eine herabhängende rote geflügelte Pferdepramme. Auf dem rot-golden bewulsteten Helm mit rot-goldenen Helmdecken die rote geflügelte Pferdepramme.
Anton Fahne identifizierte die Pferdepramme fälschlicherweise als „Zirkel“.
Es besteht eine Wappenverwandschaft mit den Fikensolt und den Kobrinck.
Der Ort Lutten nahm das Wappen derer von Lutten als Ortswappen an.